# Ashtoret shengmuae
Ashtoret shengmuae is een krabbensoort uit de familie van de Matutidae. De wetenschappelijke naam van de soort is voor het eerst geldig gepubliceerd in 1994 door Galil & Clark.